# Ničelna matrika
Ničelna matrika (oznaka {\displaystyle O\,} ali {\displaystyle 0\!\,}, tudi {\displaystyle Z\!\,}) je matrika, ki ima na vseh mestih ničle. Pri ničelnih matrikah je pomembna razsežnost, ker ničelne matrike z različnimi razsežnostmi niso enake. Zaradi tega se običajno ob oznaki zapiše tudi razsežnost ničelne matrike. Ničelna matrika ni vedno kvadratna.

## Zgledi
{\displaystyle 0_{1,1}={\begin{bmatrix}0\end{bmatrix}}\!\,,}
{\displaystyle 0_{2,2}={\begin{bmatrix}0&0\\0&0\end{bmatrix}}\!\,,}
{\displaystyle 0_{2,3}={\begin{bmatrix}0&0&0\\0&0&0\end{bmatrix}}\!\,,}
{\displaystyle 0_{n,n}={\begin{bmatrix}0&0&\cdots &0\\0&0&\cdots &0\\\vdots &\vdots &\ddots &\vdots \\0&0&\cdots &0\end{bmatrix}}\!\,.}

## Značilnosti
Naštete so nekatere značilnosti ničelne matrike (označena z {\displaystyle Z\!\,}), ki so razumljive že po sami difiniciji:
- ničelna matrika ima rang enak 0.

- zmnožek ničelne matrike s poljubnim številom je enak ničelni matriki {\displaystyle aZ=Z\!\,}

- vsota matrike {\displaystyle A\!\,} in ničelne matrike z isto razsežnostjo je enaka matriki {\displaystyle A\!\,} oziroma {\displaystyle Z+A=A\!\,}

- razlika matrike {\displaystyle A\!\,} in ničelne matrike z isto razsežnostjo je matrika {\displaystyle A\!\,}, to je {\displaystyle A-Z=A\!\,}

- zmnožek matrike {\displaystyle A\!\,} z razsežnostjo {\displaystyle l\times m\!\,} z ničelno matriko {\displaystyle m\times n\!\,} je enak ničelni matriki z razsežnostjo {\displaystyle l\times n\!\,}, to je {\displaystyle A\cdot Z=Z\!\,}.

- ničelna matrika z {\displaystyle n\times n\!\,} je pri {\displaystyle n\geq 1\!\,} izrojena in je zaradi tega njena determinanta enaka nič {\displaystyle |Z|=0\!\,}. Takšne matrike nimajo obratne matrike

- kvadratna ničelna matrika je simetrična, zaradi tega je njena transponirana matrika enaka sami ničelni matriki {\displaystyle Z^{T}=Z\!\,}

- kvadratna ničelna matrika je tudi poševnosimetrična matrika {\displaystyle Z^{T}=-Z=Z\!\,}